# 이노우에 아사히
이노우에 아사히(일본어: 井上あさひ, いのうえ あさひ, 1981년 7월 17일 오카야마현 다마노시 ~ )는 일본의 언론인으로 NHK 소속 여성 아나운서이다. 오차노미즈 여자 대학을 졸업했으며 2004년 NHK에 입사했다.

## 생애
이노우에 아사히(井上あさひ) 아나운서는 1981년 7월 17일 일본 오카야마 현 다마노 시에서 태어났다. 오카야마 고등학교를 졸업하고 오차노미즈 여자 대학을 졸업했다. 그녀는 오카야마 고등학교 시절에 야구부 메니저를 했었다.
2004년에 NHK에 입사했는데 당시 동기가 스즈키 나오코 아나운서이다.

## 프로그램 경력

### NHK 히로시마 방송국 시절
- 오코노미 와이드 히로시마 진행(2006년 4월 - 2009년 3월 13일)

### NHK 방송 센터 시절(1차)
- 뉴스 워치 9 진행(2011년 4월 4일 - 2015년 3월 27일)
- NHK 대하드라마 다이라노 기요모리 (2012년 드라마)(키요모리 기행 나레이션: 2012년 1월 8일 - 2012년 12월 23일）

### NHK 교토 방송국 시절
- 교토 뉴스 845 진행(2015년 4월 - 2017년 3월)
- 역사비화 히스토리아 진행(2016년 4월 22일 - 2019년 3월 13일)
- 클로즈업 현대+ 진행(2016년 4월 - 2017년 3월）

### NHK 방송 센터 시절(2차)
- NHK 뉴스 7 토요일,일요일,공휴일 진행(2017년 4월 8일 - 2019년 3월 31일)
- 뉴스 오늘 하루 진행(2019년 4월 1일 ~ 2021년 3월 26일)
- 일요토론 진행(2021년 4월 2일 ~ 2022년 3월 27일)